# Epidendrum patens
Epidendrum patens är en orkidéart som beskrevs av Olof Swartz. Epidendrum patens ingår i släktet Epidendrum och familjen orkidéer. Inga underarter finns listade i Catalogue of Life.

## Bildgalleri

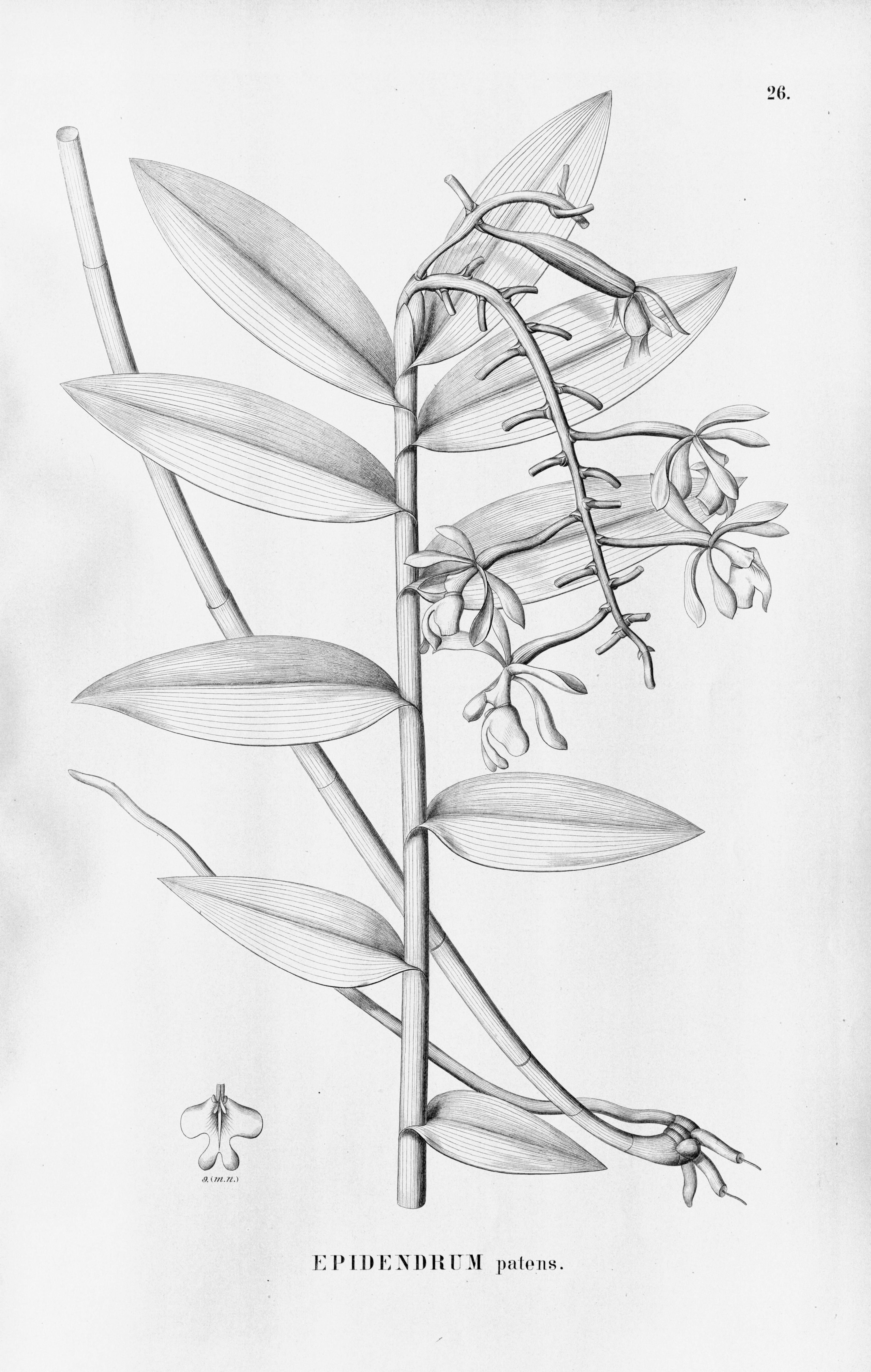